# Cephalocyclus costaricensis
Cephalocyclus costaricensis är en skalbaggsart som beskrevs av Dellacasa, Dellacasa och Gordon 2007. Cephalocyclus costaricensis ingår i släktet Cephalocyclus och familjen Aphodiidae. Inga underarter finns listade.